# São João na Roça
São João na Roça é o 23º álbum da banda Mastruz com Leite, lançado em 1999. É um álbum instrumental.

## Faixas
1. Festa da Roça
2. O Sanfoneiro Só Tocava Isso
3. Marcando a Quadrilha
4. Antônio, Pedro e João
5. Sonho de Papel
6. Chegou a Hora da Fogueira
7. Pula a Fogueira
8. Isto é Lá Com Santo Antônio
9. Quadrilha Brasileira
10. Fim de Festa
11. Olhinhos de Fogueira
12. Leito da Saudade
13. São João na Terra
14. Passeando Pelo Sertão